# Gaio Cornelio Miniciano
Gaio Cornelio Miniciano (Bergomum, I secolo – II secolo) è stato un militare romano.

## Biografia
Miniciano, nato a Bergomum (l'attuale Bergamo) da una ricca famiglia patrizia, fu un grandissimo amico di Plinio il Giovane e originario della regio XI Transpadana, come lo stesso Plinio.

Plinio nominò il giovane Gaio in un'epistola, destinata al generale e amico Pompeo Falcone, in quell'anno, 106-107, governatore della Giudea, per chiedergli di farlo diventare tribuno militare. Lo stesso Plinio definisce il giovane:
(Plinio il Giovane, Epistulae 7,22)
In seguito, Miniciano assunse importanti ruoli militari, come praefectus cohortis della cohors Damascenorum in Palestina, tribuno militare nella Legio III Augusta e praefectus fabrum, e ruoli politici a Mediolanum e come curatore del municipio emiliano Otesia.